# Poggio Rusco
Poggio Rusco ist eine norditalienische Gemeinde (comune) mit 6511 Einwohnern (Stand 31. Dezember 2023) in der Provinz Mantua in der Lombardei. Die Gemeinde liegt etwa 33 Kilometer südöstlich von Mantua und grenzt unmittelbar an die Provinz Modena (Emilia-Romagna).

## Geschichte
Während die eigentliche Ortsbezeichnung erst 1332 in einem Dokument auftaucht, ist die Gegend um Poggio Rusco bereits 1082 von Otto III. an den Bischof von Mantua verschenkt worden, um der Gräfin Mathilde von Canossa zu gefallen.

## Gemeindepartnerschaft
Poggio Rusco unterhält eine Partnerschaft mit der französischen Gemeinde Condé-sur-Noireau im Département Calvados.

## Persönlichkeiten
- Arnoldo Mondadori (1889–1971), Verleger

## Verkehr
Durch die Gemeinde führen die Strada Statale 12 dell'Abetone e del Brennero (von Verona nach Modena) und die frühere Strada Statale 496 Virgiliana (heute: Provinzstraße von Mantua nach Ferrara). Der Bahnhof von Poggio Rusco wird von Zügen auf der Bahnstrecke Verona–Bologna und von Zügen auf der Bahnstrecke Suzzara–Ferrara bedient.